# 岩辺泰吏
岩辺 泰吏（いわなべ たいじ、1943年 - ）は、日本の教育者、教育評論家。

## 略歴
静岡県清水市（現・静岡市清水区）生まれ。1967年神戸大学教育学部卒業。東京都足立区立栗島小学校(14年間)、葛飾区立亀青小学校(10年間)、同区立飯塚小学校教諭(13年間)を務めたのち、2004年明治学院大学教授となり、2014年退職。読書のアニマシオン研究会代表。

## 著書
- 『ランドセルがはこぶ風 父母と教師の共感をはぐくむ』新日本出版社 1987
- 『だいすき国語』(子どもとあゆむ家庭学習) 大月書店 (国民文庫 現代の教養) 1988
- 『「新しい学力」と子ども』大月書店 1994
- 『チョークで書く「希望」』大月書店 2006

### 共編著
- 『子どもたちに詩をいっぱい 暗唱・群読・言葉あそび85編』編著 労働旬報社 1996
- 『ぼくらは物語探偵団 まなび・わくわく・アニマシオン』編著 柏書房 1999
- 『ふつうの公立学校で「総合的な学習の時間」をどう創るか 子どもと拓く「学び」の世界』今泉博,菊地良輔共著 民衆社 1999
- 『学びの手引き』編 (人権の絵本) 大月書店 2000
- 『はじめてのアニマシオン 1冊の本が宝島』まなび探偵団アニマシオンクラブ共著 柏書房 2003
- 『ボンジュール・アニマシオン 第4回フランス・アニマシオンツアー 2015年3月21日-31日』笠井英彦共編. 読書のアニマシオン研究会フランスツアーグループ 2016
- 『子どもの心に本をとどける30のアニマシオン』読書のアニマシオン研究会共編著 かもがわ出版 2016

## 論文
- <岩辺泰吏